# Garbócbogdány
Garbócbogdány (szlovákul: Bohdanovce) község Szlovákiában, a Kassai kerület Kassa-környéki járásában. 1891-ben egyesítették Garbócot és Bogdányt.

## Fekvése
Kassától 13 km-re délkeletre, az Ósva-patak bal partján fekszik.

## Története

### Bogdány
Bogdányt 1220-ban „Bogdan” néven említik először. 1335-ben Károly Róbert híveinek, a Drugetheknek adta. 1415-ben az abaúji birtokot Luxemburgi Zsigmond Cudar Péternek és Istvánnak adta. 1427-ben 16 portát számláltak a faluban, amely mintegy száz lakost jelent. A 16. században lakói kálvinisták lettek. 1553-ban három és fél portája volt, birtokosa Ceczey Péter. 1565-ben a tizedjegyzék szerint 12 jobbágy és 3 zsellércsalád lakta. 1715-ben 4, 1720-ban 7 család élt a faluban. 1746-ban 126-an lakták, közülük 72 kálvinista, 8 katolikus, 1 görögkatolikus és 46 gyerek. A 18. század végére fokozatosan nőtt a szlovákok száma a korábbi döntően magyar lakosság helyett.
A 18. század végén Vályi András így ír róla: „BOGDÁNY. Bogdanovce. Elegyes falu Abauj Vármegyében, lakosai katolikusok, fekszik Kassához más fél mértföldnyire, határja termékeny; de mivel legelője nints, és fája is kevés, második Osztálybéli.”
1851-ben Fényes Elek már vegyes magyar-szlovák faluként írja le: „Bogdány, (Bogdanowce), magyar-tót falu, Abauj vgyében, Kassához keletre 2 mfd., az Osva patakja mellett: 93 kath., 106 ref., 90 zsidó lak. F. u. Földesy, Horváth, Bónis, Diósy, s m. t.” 1900-ban már szlovák többségű település.

### Garbóc
Garbócot 1229-ben a váradi regiszter említi először. 1337-ben az abaszéplaki bencés apátság faluja. 1427-ben tíz portája volt mintegy ötven lakossal, 1608-ban tíz ház állt a faluban. A 18. században a szlovákok kerültek többségbe a településen.
A 18. század végén Vályi András így ír róla: „GARBÓTZ. Magyar falu Abauj Vármegyében, földes Ura a’ Szent István nevezetét viselő Kis Papság, lakosai katolikusok, és reformátusok, fekszik Jánkhoz nem meszsze, Olsva vize mellett, Kassához két mértföldnyire. Határja jó termékenységű, réttyei is jók, de mivel legelője, és fája hibázik, második Osztálybéli.”
Fényes Elek 1851-ben kiadott geográfiai szótárában így ír a faluról: „Garbócz, magyar falu, Abauj vmegyében: 116 kath., 86 ref. lak. Az Ósván malma van, s ugyan ennek mentiben kövér rétekkel bír. Ref. sz.-egyház. F. u. a sz. István seminariuma. Ut. p. Kassa.”

### Garbócbogdány
Bogdányt és Garbócot 1891-ben egyesítették.
Borovszky Samu monográfiasorozatának Abaúj-Torna vármegyét tárgyaló része szerint: „Regete-Ruszkától délre van [...] a kassa-sátoraljaujhelyi vasút mentén Garbócz-Bogdány, mely Bologdnak is postaállomása és körjegyzői székhelye. Házainak száma 75, lakosa 436 magyar és tót. Határában Forgách István grófnak kőbányája van. Garbócz-Bogdánytól nyugatra, a vasutvonallal párvonalosan haladó út mentén van a két Hutka és a két Széplak, keletre Rákos és Nagy Szaláncz.”
A trianoni diktátumig Abaúj-Torna vármegye Füzéri járásához tartozott, majd az új Csehszlovák államhoz csatolták. 1938 és 1945 között ismét Magyarország része.

## Népessége
| Év:            | 1994. | 2004.   | 2014.   | 2024.    |
| -------------- | ----- | ------- | ------- | -------- |
| Emberek száma: | 936   | 952     | 1043    | 1176     |
| Eltérés:       |       | +1,70 % | +9,55 % | +12,75 % |

| Év:            | 2023. | 2024.   |
| -------------- | ----- | ------- |
| Emberek száma: | 1173  | 1176    |
| Eltérés:       |       | +0,25 % |

1910-ben 483-an, többségében magyar anyanyelvűek lakták, 21%-os szlovák kisebbséggel.
2001-ben 905 lakosából 867 szlovák volt.
2011-ben 1033 lakosából 938 szlovák volt.